# Pulse (album de The Back Horn)
Pour les articles homonymes, voir Pulse.
Albums de The Back Horn
best The Back Horn
Pulse est le 8e album sorti sous label major du groupe de rock Japonais The Back Horn.
Cet album est sorti le 3 septembre 2008.

## Titres de l'album
1. 世界を撃て - 'Fire The World' – 4:02
2. フロイデ  - 'Freude' – 4:18
3. 覚醒 (Kakusei)- 'Awakening' – 4:18
4. さざめくハイウェイ - 'Rippling Highway' – 4:40
5. 鏡 - 'Mirror' – 5:10
6. 白夜 - 'White Nights' – 4:34
7. 蛍 - 'Firefly' – 4:35
8. グラディエーター - 'Gladiator' – 4:27
9. 人間 - 'Human' – 4:03
10. 罠 (Wana) - 'Trap' – 4:21
11. 生まれゆく光 - 'Born in the Gathering Light' – 5:23